# Huawei Mate Xs
Huawei Mate XS — смартфон компанії Huawei серії Mate, який був представлений 5 березня 2020 року.
Належить до серії X смартфонів із гнучким екраном, що складається.
В Україні офіційні продажі розпочалися 21 липня 2020 року.

## Зовнішній вигляд
Передня частина корпусу Huawei Mate XS виконана з пластику. Задня частина та рамка металеві. Конструкція телефона розкладна, екран складається назовні.
Телефон випускається лише у кольорі - космічний синій (Interstellar Blue).

## Апаратне забезпечення
Смартфон побудований на базі HiSilicon Kirin 990 5G (7 nm+). Включає 2 ядра Cortex-A76 по 2,86 ГГц, 2 ядра Cortex-A76 по 2,36 ГГц і 4 ядра Cortex-A55 по 1,95 ГГц. Графічний процесор Mali-G76 MP16.
Обсяг внутрішньої пам'яті склав 512 Гб, оперативної — 8 ГБ із можливістю розширення завдяки NM карти до 256 ГБ.
Екран Huawei Mate XS у розкладеному вигляді має діагональ 8 дюймів з розділовою здатністю 2200x2480 пікселів. Щільність пікселів — 414 ppi. Екран складає близько 86.9% площі телефону.
У складеному вигляді телефон має діагональ 6.6 дюймів з розділовою здатністю 1148x2480 пікселів. Співвідношення сторін 19.5:9.
Основна камера Leica Quad складається з таких камер: 
- 40 мп (f/1.8) широкий кут, автофокус.
- 16 мп (f/2.2) ультраширокий кут, автофокус,
- 8 мп (f/2.4) телеоб'єктив, стабілізування, трикратний оптичний зум, п'ятикратний цифровий зум
- TOF камера датчик глибини

Записує відео у форматі 4K@30fps, 1080p@30fps.
Фронтальна камера — використовується основна камера при складанні телефона.
Незнімний акумулятор ємністю 4500 мАг із підтримкою фірмової технології Huawei SuperCharge для швидкісного заряджання 85% за 30 хвилин.
Телефон заряджається через інтерфейс USB Type-C 3.1.
Захист від пилу та вологи відсутній.

## Програмне забезпечення
Huawei Mate XS працює на базі операційної системи Android 10.0  і графічної системи EMUI 10.0 (без сервісів Google).
Передача даних: EDGE, GPRS, HSPA+, LTE, 5G.
Інтерфейси: 802.11 a/b/g/n/ac, WiFi Direct, DLNA; Bluetooth 5.0 BLE, SBC, AAC, LDAC; NFC; інфрачервоний порт.
Смартфон отримав такі сенсори: датчик наближення, датчик освітленості, цифровий компас, акселерометр, гіроскоп, датчик Холла, барометр, сканер відбитків пальців (з бічного краю).
Смартфон не має FM-радіо, але має роз’єм для навушників.

## Комплектація
Телефон, захисний бампер, гарнітура, ключ для виймання карти, зарядний пристрій, документація